# Watershed (Opeth)
Watershed è il nono album registrato in studio della progressive metal band Opeth, uscito nel 2008. L'album ha venduto 49000 copie nella prima settimana dall'uscita.

## Tracce
Tutte le canzoni sono scritte da Mikael Åkerfeldt eccetto quelle diversamente segnalate con note.
1. Coil - 3:07
2. Heir Apparent - 8:51
3. The Lotus Eater - 8:48
4. Burden - 7:42
5. Porcelain Heart - 8:01 (Åkerfeldt, Åkesson)
6. Hessian Peel - 11:26
7. Hex Omega - 7:00
8. Derelict Herds (Edizione limitata) (Åkerfeldt, Per Wiberg) - 6:28
9. Bridge of Sighs (Edizione limitata) (Robin Trower cover) – 5:55
10. Den Ständiga Resan (Edizione limitata) (Marie Fredriksson cover) – 4:09

### DVD
1. Making of Watershed

### Bonus track edizione promozionale
1. DVD: Making of Watershed
2. Derelict Herds (Åkerfeldt, Per Wiberg) - 6:28
3. Bridge of Sighs (Robin Trower cover) – 5:55
4. Den Ständiga Resan (Marie Fredriksson cover) – 4:09
5. Mellotron Heart (Åkerfeldt, Åkesson) – 5:28[5]

## Curiosità
La sesta traccia, Hessian Peel, contiene dei versi che, ascoltati al rovescio, rivelano le seguenti parole:
Che, come dichiarato dallo stesso Åkerfeldt, non vanno prese seriamente poiché non sono altro che una citazione della celeberrima Stairway to Heaven dei Led Zeppelin, la quale contiene la frase "Here's to my sweet Satan".

## Posizioni in classifica
| Chart (2008)                 | Massima posizione |
| ---------------------------- | ----------------- |
| Swedish Albums Chart         | 7                 |
| Australian ARIA Albums Chart | 7                 |
| Austrian Albums Chart        | 53                |
| Canadian Albums Chart        | 17                |
| Danish Albums Chart          | 84                |
| Dutch Albums Chart           | 14                |
| French Albums Chart          | 47                |
| Finnish Albums Chart         | 1                 |
| German Albums Chart          | 23                |
| Japanese Oricon Albums Chart | 15                |
| New Zealand Albums Chart     | 26                |
| Norwegian Albums Chart       | 7                 |
| Swiss Albums Chart           | 24                |
| UK Albums Chart              | 34                |
| US Billboard 200             | 23                |

## Formazione
- Mikael Åkerfeldt - voce, chitarra, Mellotron addizionale
- Fredrik Åkesson - chitarra
- Per Wiberg - Mellotron, organo, pianoforte, tastiera
- Martin Mendez - basso
- Martin Axenrot - batteria e percussioni
- Nathalie Lorichs – voce in Coil